# NGC 3821
NGC 3821 is een balkspiraalstelsel in het sterrenbeeld Leeuw. Het hemelobject werd op 26 april 1785 ontdekt door de Duits-Britse astronoom William Herschel.

## Synoniemen
- UGC 6663
- MCG 4-28-30
- ZWG 127.32
- PGC 36314